# Varsseveld vasútállomás
Varsseveld vasútállomás vasútállomás Hollandiában, Oude IJsselstreek községben, Varsseveld településen.

## Vasútvonalak
Az állomást az alábbi vasútvonalak érintik:
- Winterswijk-Zevenaar-vasútvonal

## Kapcsolódó állomások
A vasútállomáshoz az alábbi állomások vannak a legközelebb:
- Terborg vasútállomás (1921. május 31. – , nyugat, Winterswijk-Zevenaar-vasútvonal)
- Aalten vasútállomás (1938. május 15. – , kelet, Winterswijk-Zevenaar-vasútvonal)
- Silvolde Halt (1885. július 15. – 1921. május 31., Winterswijk-Zevenaar-vasútvonal, nyugat)
- Lintelo Halt (1885. július 15. – 1938. május 15., Winterswijk-Zevenaar-vasútvonal, kelet)